# 以色列教育
以色列教育（羅馬化：Chinuch b'Yisrael）指以色列境內對猶太人、阿拉伯人及其他少數民族所實施的複雜且多元的教育和升學方式。以色列擁有世界聞名的教育制度及文化。統計上，以色列的识字率为97.1%，是中东地区识字率最高的国家。以色列的義務教育為3至15歲，且5到15歲期間為免費。義務教育之外，16至18歲期間也為免費。
以色列的學校以公立為主，少部分為私立。大部分學生就讀於不教授宗教課程的學校，有些學生就讀於教授部分宗教課程的學校，還有的學生就讀於幾乎全部以宗教課程為主的學校，凸顯了以色列建國七十年來在政治、種族與宗教上的複雜性。以色列的教育與其高科技產業和高強度的國防基礎有極大的關係。由於猶太民族普遍重視教育，因此坊間多將以色列教育與「成功」、「適性學習」做連結。
由於以色列經濟主要以高科技產業為主，國內就業市場對受過高等教育，尤其是理工背景出身的畢業生需求較高，因此以色列國民參與高等教育的比例也偏高。2012年，以色列25至64歲人口中受過高等教育的比例中為46%，在經濟合作暨發展組織（OECD）所有會員國中排名第二（次於加拿大，和日本並列）；55-64歲人口中，高等教育學位的擁有率為47％，約為全OECD平均（25％）的兩倍。
總的來說，以色列的教育制度因各種原因而受到讚揚，其中包括其教育過程的品質及在刺激經濟發展上的重要作用。許多國際商業領袖和組織例如微軟創始人比爾·蓋茨、科技公司IBM都曾讚賞以色列教育在推動經濟建設上實際成效。

## 概述

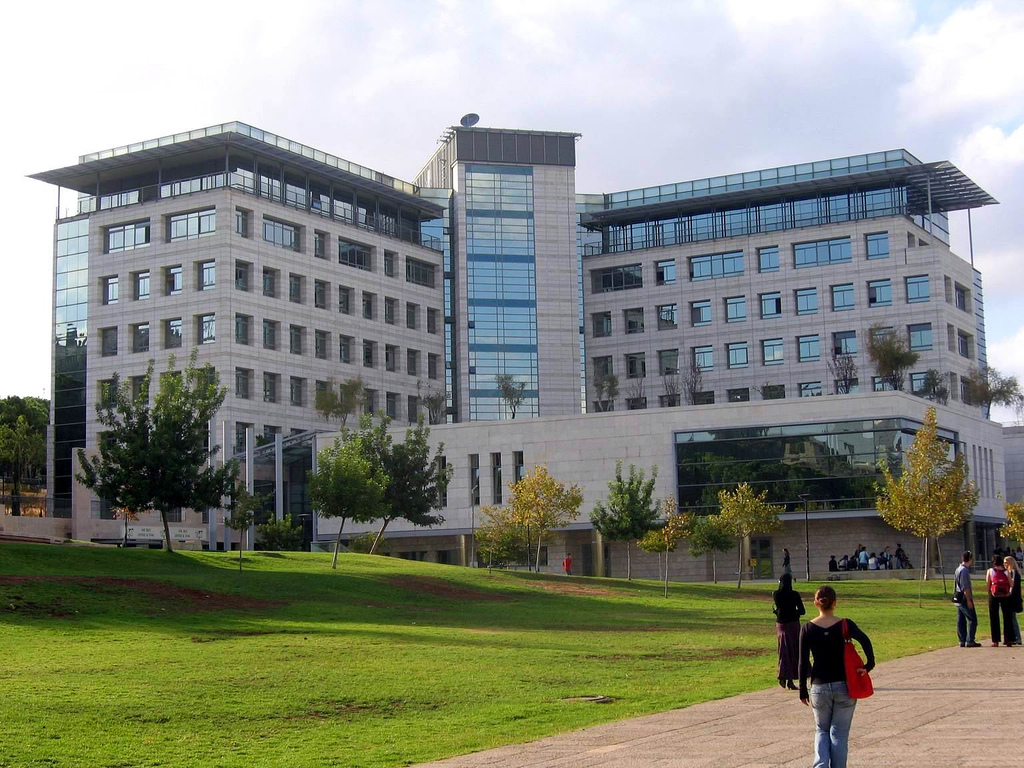
以色列理工学院计算机科学系大楼

宗教在以色列是相當重要的議題，對於宗教的多元看法更直接反映在以色列的學制設計上。在以色列，學校會因為公私立或宗教的不同而施行不同的學制。排除依照外國課綱教學的國際學校，以色列本土主要的學制有四種：
1. 公立（世俗）學校（希伯來語： Mamlachti）：絕大多數國內兒童在此類學校就讀。
2. 公立宗教學校（希伯來語： Mamlachti dati）。
3. 獨立宗教學校（希伯來語： Haredi 或החינוך העצמאי‬ Chinuch Atzmai）。
4. 阿拉伯/德魯茲學校。

另外，少數學校則面向有特殊宗教或教育信念的父母或外國人，提供不屬於以上四種的教育。
一般來說，公立世俗學校與世界上其他國家的教育方式大致相同，宗教課程極少；公立宗教學校面向正統派猶太人招生，並提供的完整的猶太宗教與文化教育，培育具備深厚宗教涵養的青年。獨立宗教學校則將教育的重心幾乎完全焦聚在妥拉的相關教育，並僅教授少量的非宗教學科，一般男女分校。阿拉伯學校在以色列主要以提供阿拉伯人教育為主，他們以阿拉伯語教學關於阿拉伯的歷史、宗教和文化。

## 歷史

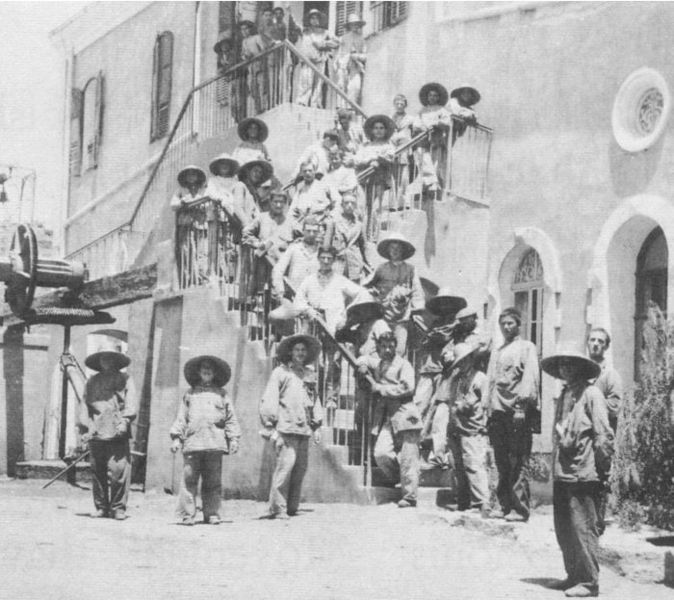
1870年代以色列一所學校的職員合影

以色列教育制度的行成早於國家的建立，這是一個少見的現象。這是因為早在以色列建國前五十年，猶太人就已經開始來到巴勒斯坦定居，各地的移民建立了一些學校讓自己的孩子接受教育。到以色列建國時，迦南已有兩所高等教育院校、三十六所中學以及學生一萬多名，至今許多早年奠定的基礎至今仍清晰可辨。由於當時移民來自不同的國家和地區，所以他們建立的教育體制也各不相同，有的基本上是以西方教育為模式，有的比較強調猶太傳統文化，有的則帶有濃厚的宗教色彩。以色列的普遍價值觀認為，高等教育是能讓個人在以色列的社會中具備更高流動性和提升社會經濟地位的關鍵。現代以色列社會中重視教育的特點被認為源於1880年代的黎凡特。該地的猶太社區是猶太世界中第一個實行義務教育的組織，象徵著猶太世界中第一次事由社區，而不是父母，承擔下一代的教育工作。

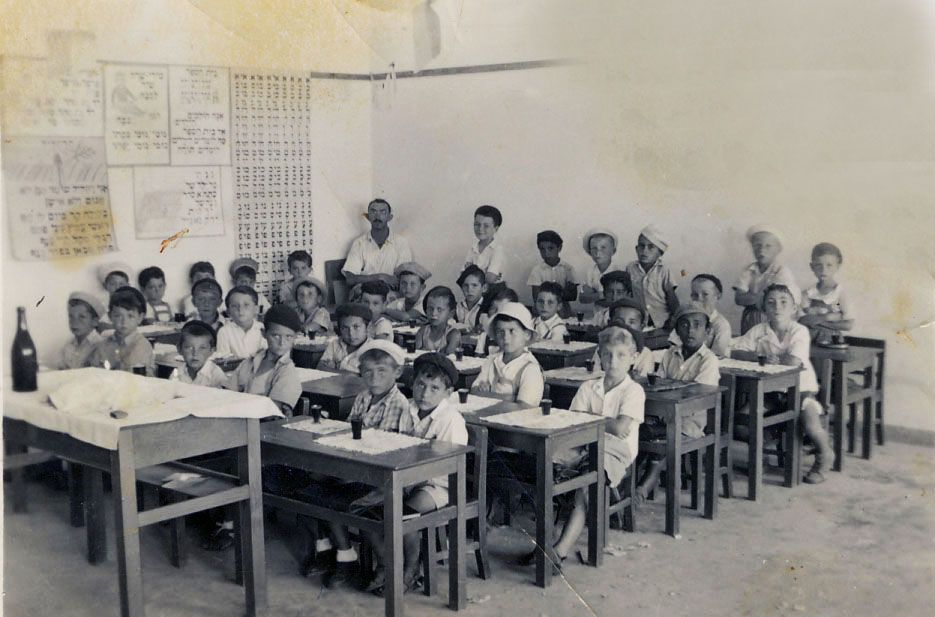
1946年，以色列建國前的當地猶太學校。

在英國統治時期（1917到1948年），巴勒斯坦猶太人的各個不同的政黨和宗教派別都有自己的教育制度和學校。建國後，政府曾試圖對教育體制進行統一，但因宗教界的反對而未完全成功。根據1949年頒布的《義務教育法》規定，所有五至十四歲（後延長至十八歲）的兒童都必須接受免費的義務教育，父母可以在世俗學校或者宗教學校間為子女的教育做出選擇。幾十年來，普通教育的發展十分迅速。例如，從1949到1969年的二十年間，全國小學生人數從10.23萬增加到了50.49萬，到2018年時又增加到72萬。

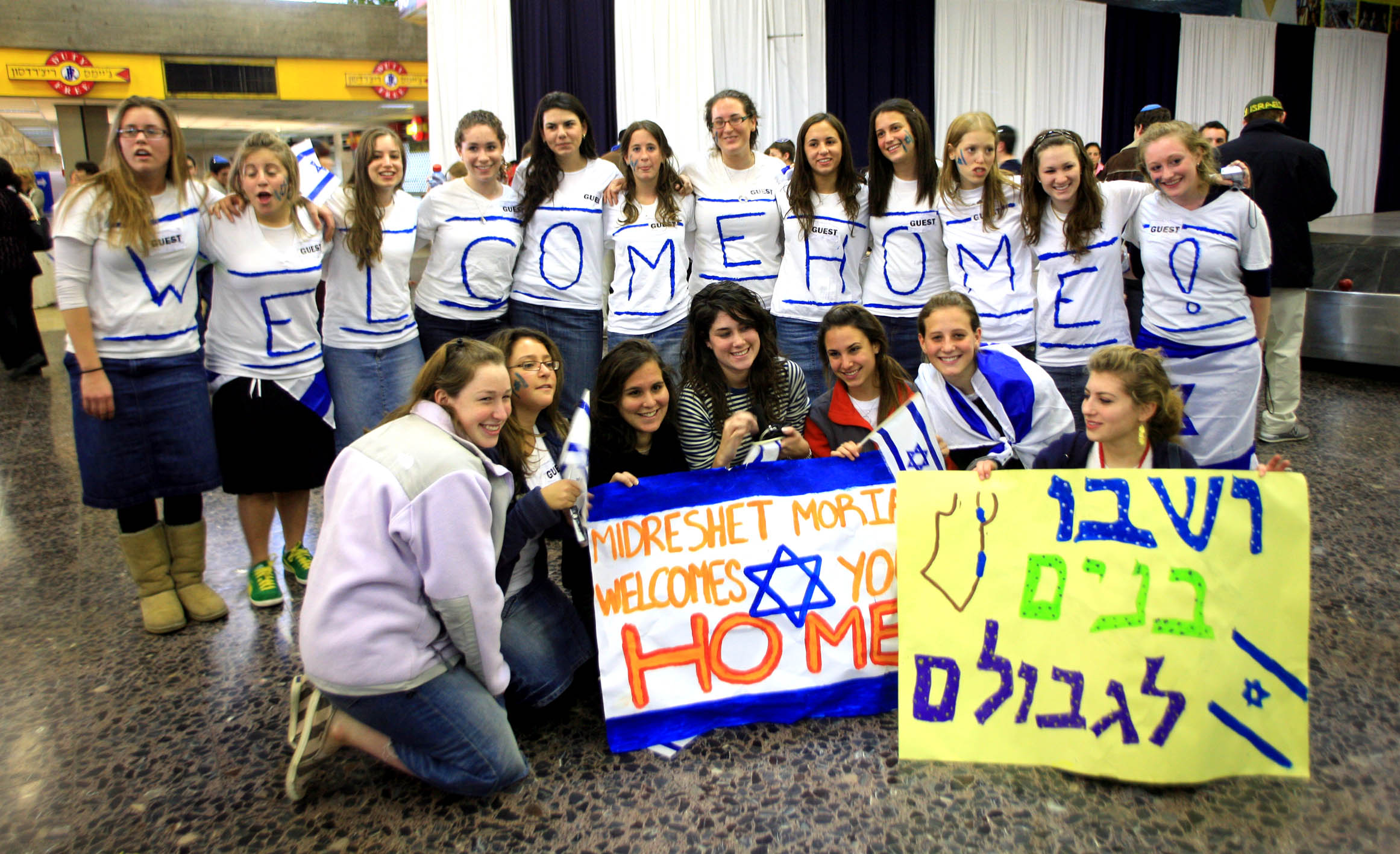
以色列民眾歡迎來自北美洲的新移民來到以色列

以色列的教育體制除了要考慮一般國家面臨的人口增長、時代發展、科技進步等問題外，他還需要應負一種特殊的挑戰，這就是大批移民不斷地湧入。以色列建國時只有大約60萬人口，而到1990年代後期，已經成長到了六百多萬。人口的增加主要是來自於世界各地的大量移民。對於這些語言、文化、價值觀都和既有居民不盡相同的猶太人，如何藉由教育把來自七十多個國家的移民兒童融合在一起，這是以色列教育部門當前面臨的不同於其他國家教育部門的艱鉅任務。為了滿足大量新移民到來後的教育需求，以色列的教育部門除了要增加學校和教師數量外，還必須制定特殊的教育政策，採取特殊的教學手段和方法，以便使具有不同文化背景的移民兒童都能獲得平等的教育機會。
如今，無論是正統派猶太家的學習猶太經典，還是世俗猶太人的價值觀中，學習都具備著極高的地位。以色列的教育，隨著當代猶太文化對此領域的高度重視，學術、教育的推廣、對培養學習力的追求及極高的高等教育參與率，都體現了以色列社會對高等教育的高度重視。

## 民族與教育

### 猶太人、猶太文化與猶太教育

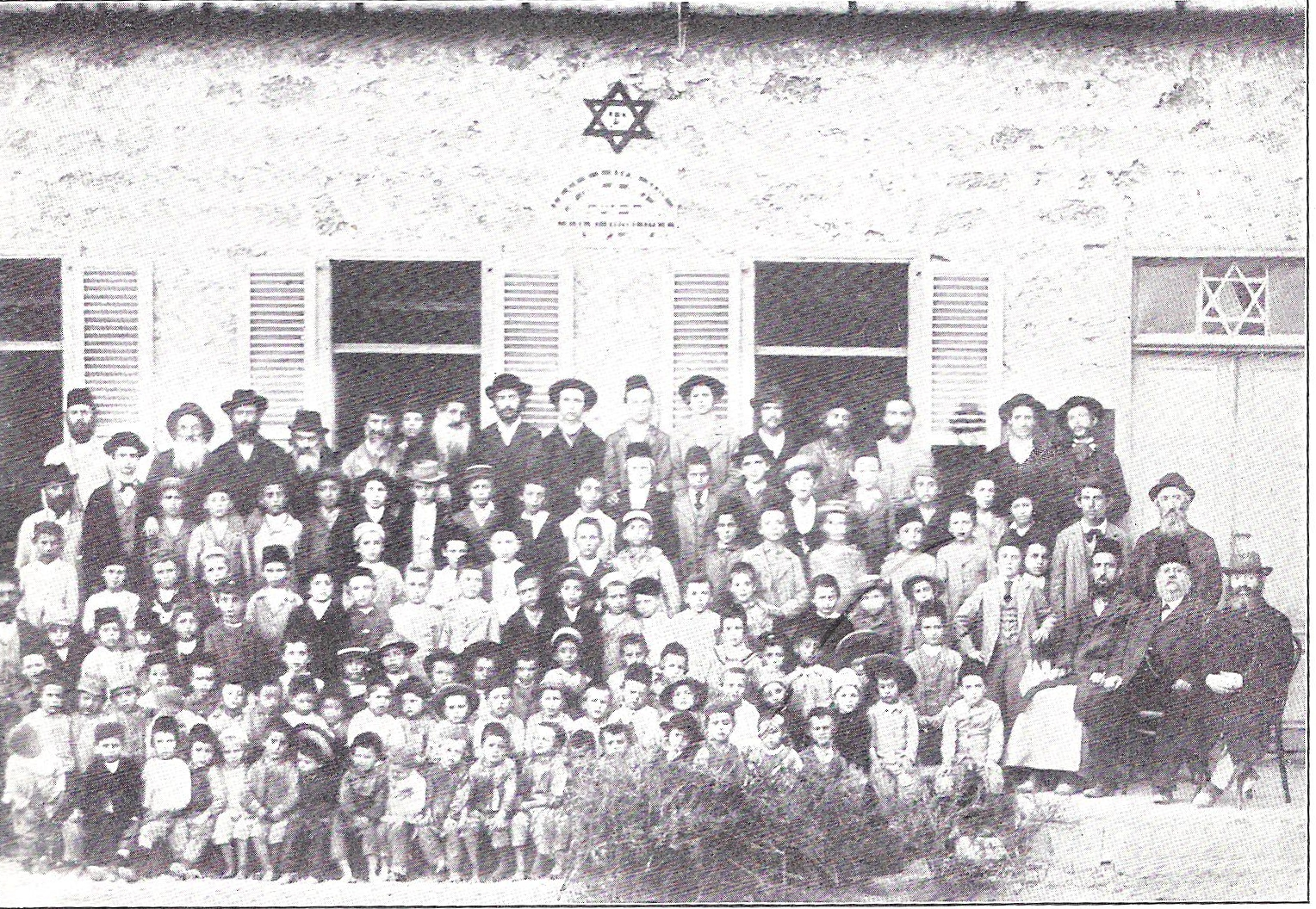
1890年代雅法的一所猶太兒童宗教學校（ Cheder），這是猶太人傳統的教育方式之一。

猶太文化教育的關注和強調是猶太文化的一部分，因此猶太人也被稱為「書的民族」。現下，以色列約有75.6%的人口為猶太人；猶太人的文化和政治、經濟地位在以色列居主導性地位。在此背景下，受猶太教育（חינוך‬ Chinuch）精神影響，教育是當今以色列國重要的價值之一。

不斷地問問題、挑戰真理，是以色列教育的一大特色。以色列人以為自己的教育方式呼應了傳統猶太文化提倡的教育觀：「多問問題，選項開放」。事實上，以色列的教育與文化鼓勵學生提問、保持好奇心，並秉持懷疑的精神，並重視培養動手做的孩子，鼓勵即知即行。中國山東大學教授、特拉维夫大学終身教授張平曾認為此種鼓勵思辨式的討論模式，即為猶太人的思維方式與其他民族不同之處。

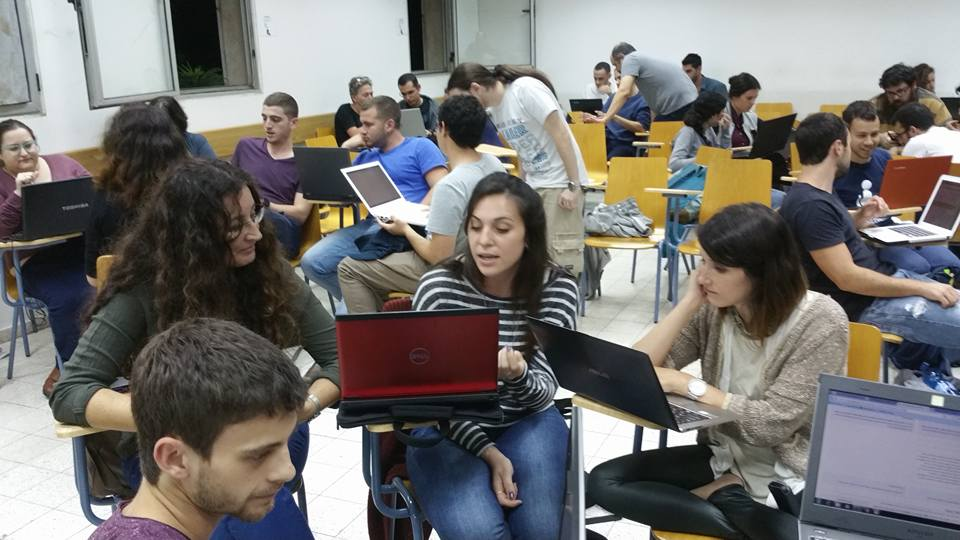
特拉維夫大學學生在選修課上以翻轉學習方式認識維基百科，並從中學習線上協作和跨領域思維等21世紀技能。

相較於世界上許多地方，以色列的人口有著極高的教育程度，而且以色列社會高度重視教育。教育是猶太文化和以色列社會的核心價值之一，許多以色列父母犧牲自己的個人舒適和財政資源以為子女提供最高標準的教育。以色列猶太人口中的大多數人都將教育作為在國內競爭激烈的高科技經濟中獲得體面工作和中產階級薪水的手段。猶太父母承擔著很大的責任，在年幼的時候向孩子灌輸教育的價值。 許多現代猶太以色列家庭都在努力爭取高學術成就和教育成功，父母希望確保他們的孩子得到充分的良好教育以獲得就業成功所需的必要技術技能，以便在以色列的現代高科技就業市場中競爭。在以色列，人們認為擁有符合市場需要的工作技能，例如數學和科學素養，是一個人能夠在競爭激烈的21世紀高科技經濟中脫穎而出的重要關鍵。
以色列猶太人口的教育程度相對較高，約有一半的以色列猶太人（46％）擁有高等教育學位。此一相對高的學位擁有率在近幾世代大致穩定。以色列猶太人（25歲及以上的人）平均受教育年限為11.6歲，他們是世界上所有主要宗教中平均受教育程度最高的人之一。

### 獨立宗教學校與問題

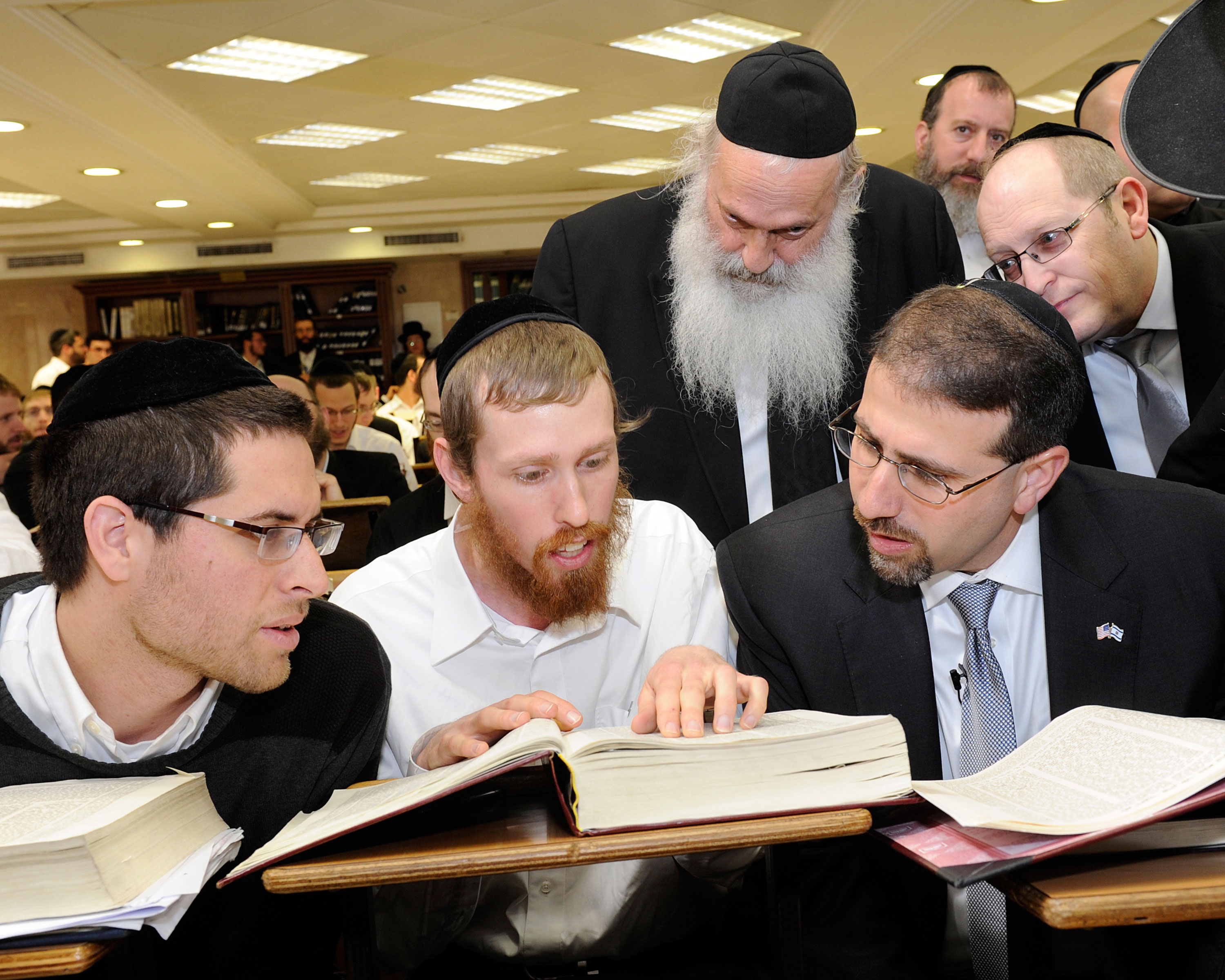
2012年，美國大使拜訪一間獨立宗教學校

在公立世俗學校和公立宗教學校上，以色列的教育品質享譽全球，但近年來，選擇就讀獨立宗教學校的學生數也有逐漸增加的趨勢。2018時，根據統計，全國有18%的學生隸屬於獨立宗教學校；預計在2030年時，獨立宗教學校的畢業生將占全國三分之一的人口，並且獨立宗教學校和阿拉伯學校的學生將會占總學生數的60%。 這將會對以色列的國防和勞動市場造成衝擊：因為這兩種學校畢業的學生既不需服兵役，以學習宗教知識為主的他們也缺乏從事社會上大多數工作的基本技能。平均上，具獨立宗教學校背景的猶太學生（稱為哈瑞蒂，חרדי‬ Haredi）在出社會後，家庭收入會低於非哈瑞蒂35%。2018年時，哈瑞蒂畢業的成年人有達45%的比例歸在貧窮線（每月$1,482美元）以下，為全國平均22%的兩倍以上。

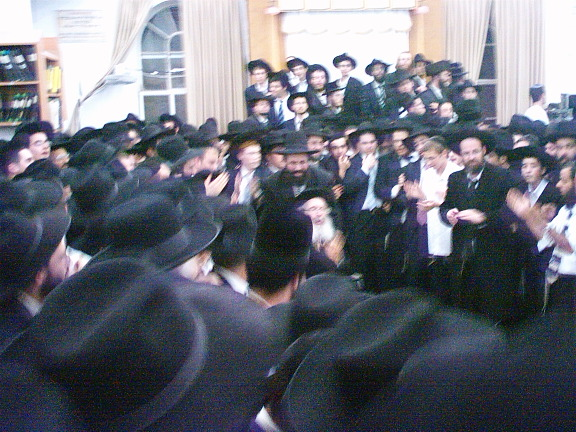
2006年，一間耶路撒冷的獨立宗教學校學生慶祝節慶

在以色列，與宗教相關的教育議題具高度政治性，政府當局對獨立宗教學校的政策常常隨執政黨的輪替而擺盪。2012年時，以色列政府的高等教育委員會在曾宣布將投資1.8億新謝克爾給獨立宗教學校的學生以提高他們升讀大學的比例；儘管如此，因為宗教學校中數學、英語等核心科目的占比極少，到2014年時，依然只有22%的獨立宗教學校學生報考高中畢業考（相當於中國的高考或台灣的學力測驗），報考人數中只有36%及格。海法大學的教育學教授班斐瑞茲曾經批評該制度讓學生欠缺基本的知識和基礎能力。2015年，有些以色列人甚至更進一步，控告政府容許相關的教育制度存在違反了憲法中要使每個人都有權利接受「教育」的規定。

### 非猶太人所接受的教育

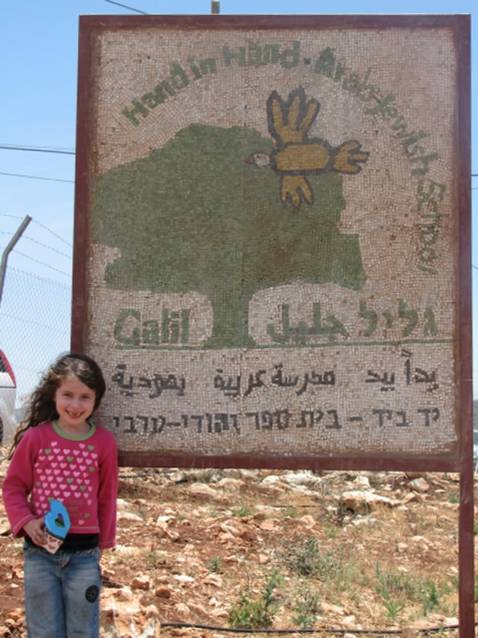
2009年，在以色列第一間猶太—阿拉伯混和教學學校加利爾猶太—阿拉伯學校招牌前的小女孩

在以色列，宗教是影響政府決策的重要因素。1990年代以來，以色列教育系統已明顯區分為兩種不同意識型態走向：傾左派、主張以巴友好的世俗派和右傾、主張錫安大以色列主義的宗教派。由於此二派別分立於政黨光譜兩端，因此也導致以色列的教育內容經常隨著政治走向而有所改變。在以色列，關於宗教、種族方面的教育議題具高度爭議性。
在以色列，猶太教聖經（塔木德和妥拉）是義務教育教學和考試的科目之一。對於阿拉伯人、基督教徒和德魯茲人來說，猶太經典科的考試則被相對應的伊斯蘭、聖經或德魯茲文化課程所替代。
阿拉伯人
由於文化、語言上的隔離，在猶太人為主的社會中占少數的阿拉伯人通常會選擇就讀阿拉伯人專門的學校以獲得更符合其傳統習俗和價值的教育。以色列有一套專門提供阿拉伯裔學生的教育制度，並以阿拉伯文教授──但該制度其實並不公平。根據有關部門統計，以色列政府平均每年投資在阿拉伯學生上的預算僅為猶太人的17%，阿拉伯學生的輟學率也為猶太人的2倍高。
在以色列，學校教科書中關於阿拉伯人的描述也是爭議性的問題。1999年時，以色列政府便曾因通過三本內容包含錫安主義、以阿衝突及以色列戰爭等內容，不遵從傳統延續聖經故事敘事觀的初中教科書，在國內和國際輿論中造成激烈爭論。2014年，以色列教育部在教材審查時，否決將一本描述一對猶阿跨種族戀情的小說加入課程，引起各界嘩然。2016年，在以色列又發生公民課本在沒有公共討論的情況下，修編提倡猶太本位意識形態、較少顧及境內少數阿拉伯族裔的事件。以色列國會曾為此特別召開聽證會，不過，時任教育部長班奈特拒絕為此道歉。他表示：「教科書是依據專業所修訂，身為教育部長，有責維護猶太人的價值觀」。
根據耶路撒冷希伯來大學的研究，在以色列，學校所使用的課本經常會對阿拉伯人進行負面的描述。2011年，以色列的阿拉伯文化學會發現全國提供給三到九年級學生的所有科目課本中，都能夠找到對阿拉伯人和阿拉伯文化的錯誤敘述。該學會表示，以色列的教科書常會忽略阿拉伯─巴勒斯坦人在以色列的存在，並會縮小他們的文化成就。 反方則提出，儘管事實如此，在大多數的公立學校中已存在去除這些偏見文句的活動，並且也有許多關於提倡兩族友好的努力已經得到展開。
其他社羣
以色列國內第二大的報紙晚報曾形容國內的阿拉伯基督教徒為「教育體制內最成功的族群」，因為基督徒所接受到的教育在以色列中是最高的。來自俄語家庭的以色列兒童擁有較高的高中畢業考（בגרות‬ Bagrut）通過率。事實上，在前蘇聯出生的移民兒童中，來自歐洲前蘇聯國家的家庭通行率最高（62.6％），而來自中亞和高加索前蘇聯地方的家庭則較低。

## 學制

### 公立學校

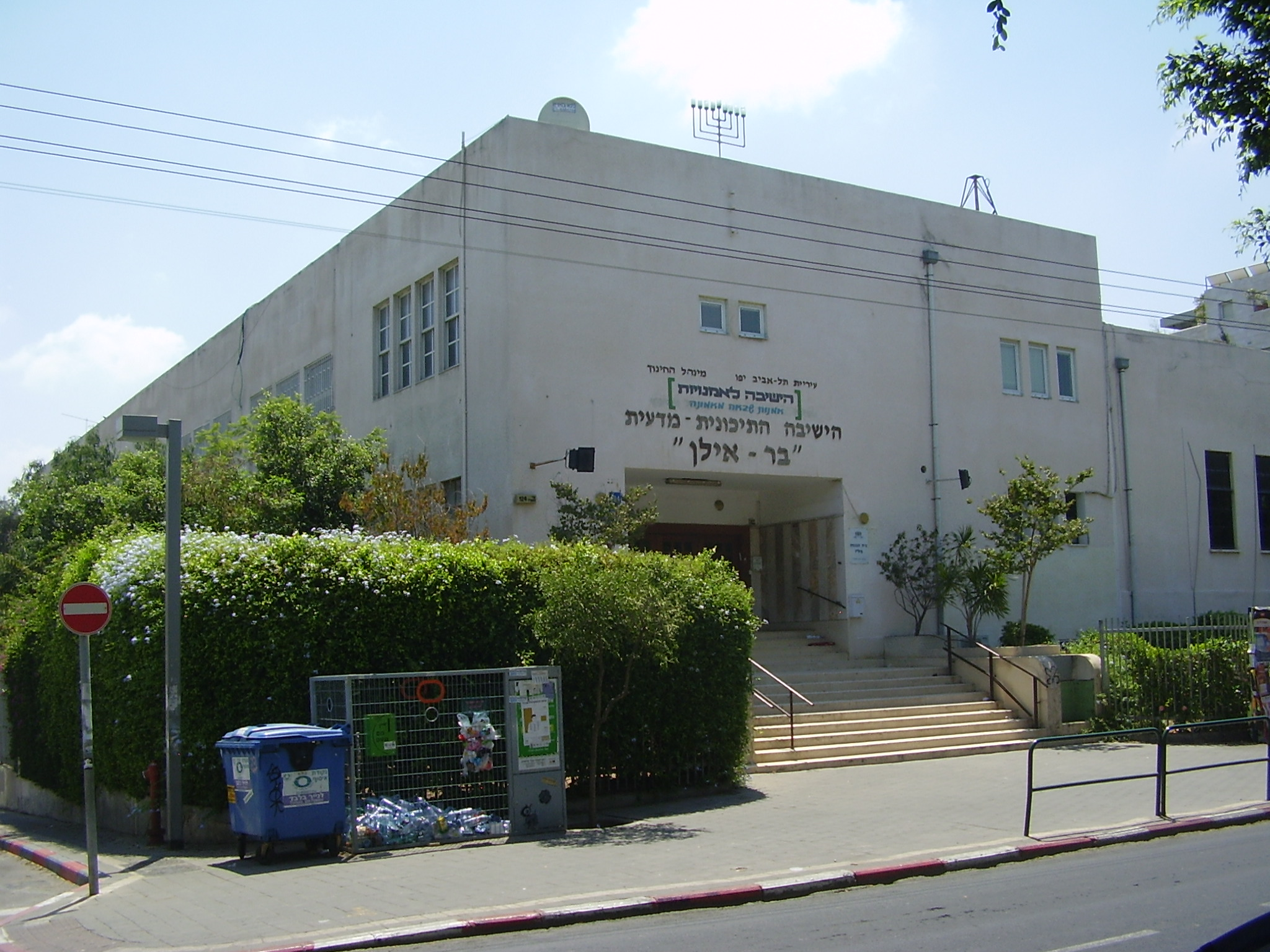
特拉維夫市內的一所公立高中

通常，在以色列，在就讀大學前的12年時光被分成三個階段：小學（6年）、初級中學（3年）和高級中學（3年），其中前11年為义务教育。在以色列的高中，學生需為升學而為考試作準備。高中畢業後，學生通常會選擇先進入以色列國防軍服兵役，但也可以延遲徵召日期；如果是正統派猶太人則有辦法通過「職業妥拉學習」（תורתו אומנותו‬ Torato Umanuto）或其他方法獲得緩徵或免役；以色列的阿拉伯人則不需要當兵。
以色列的公立學校教育體系同主要由中央及地方政府共同提供財政援助。長期以來，國民教育經費一直穩定保持在GDP百分之八點五的水準上，近年來又有明顯提高，超越百分之十。事實上，以色列近幾年的教育已經得到了進一步的發展：小學正在全面採用常日制、課時在各個階段都獲得增加、教師研習資源及非猶太人的平等性都得到了提升。
以色列的一學年約為十個月，九月開始、來年七月結束。以色列的一周為三十至三十五學時。

#### 大學入學考試制度
在以色列的公立學校，從小學升初中、初中升高中，都沒有類似會考或中考之類的決定性的大規模標準化測驗。儘管國家標準與評估局（היזמה למחקר יישומי בחינוך‬）會於2年級、5年級及8年級時舉行稱為麥茲阿福會考（מבחני‬ Meitzav）的標準化測驗，而且此測驗每年均吸引大量的媒體目光，不過此考試目標僅限於評量學生學習成效。在以色列，真正會影響升學的考試為由教育部主辦的大學入學資格許可試驗──高中畢業考（בגרות‬ Bagrut）。
以色列的高中畢業考並不只是一場考試，而是許多場針對必修和選修課程測驗的統稱。畢業考的考试科目覆盖了大多数学术课程，根據科目不同，有些科目會早在10年級就舉辦畢業考，大多數科目的畢業考則舉辦在12年級。每一門學科的難度用「學習單位」表示，1分為最低、5分為最高；獲得21個單位以上並滿足其他條件的學生才能獲得畢業考證書。在以色列高中畢業考的成績及得到畢業考證書與否會影響學生的未來，例如是否能錄取理想的軍事單位、大學或是獲得就業機會。2003年，56.4%的以色列中学毕业生獲得了證書，並且通過率在猶太人和阿拉伯人間大約相同。儘管稱為畢業考，但是這場考試的成績並不會影響學生獲得高中畢業證書（תעודת גמר תיכון‬ Te'udat g'mar tichon）與否。
不過，畢業考並不是生讀大學唯一的關卡。和台灣的個人申請制度相仿，通過畢業考後，以色列各院校仍得要求學生另參與其他測驗，例如學科分科成就測驗或性向測驗等。

#### 初等教育

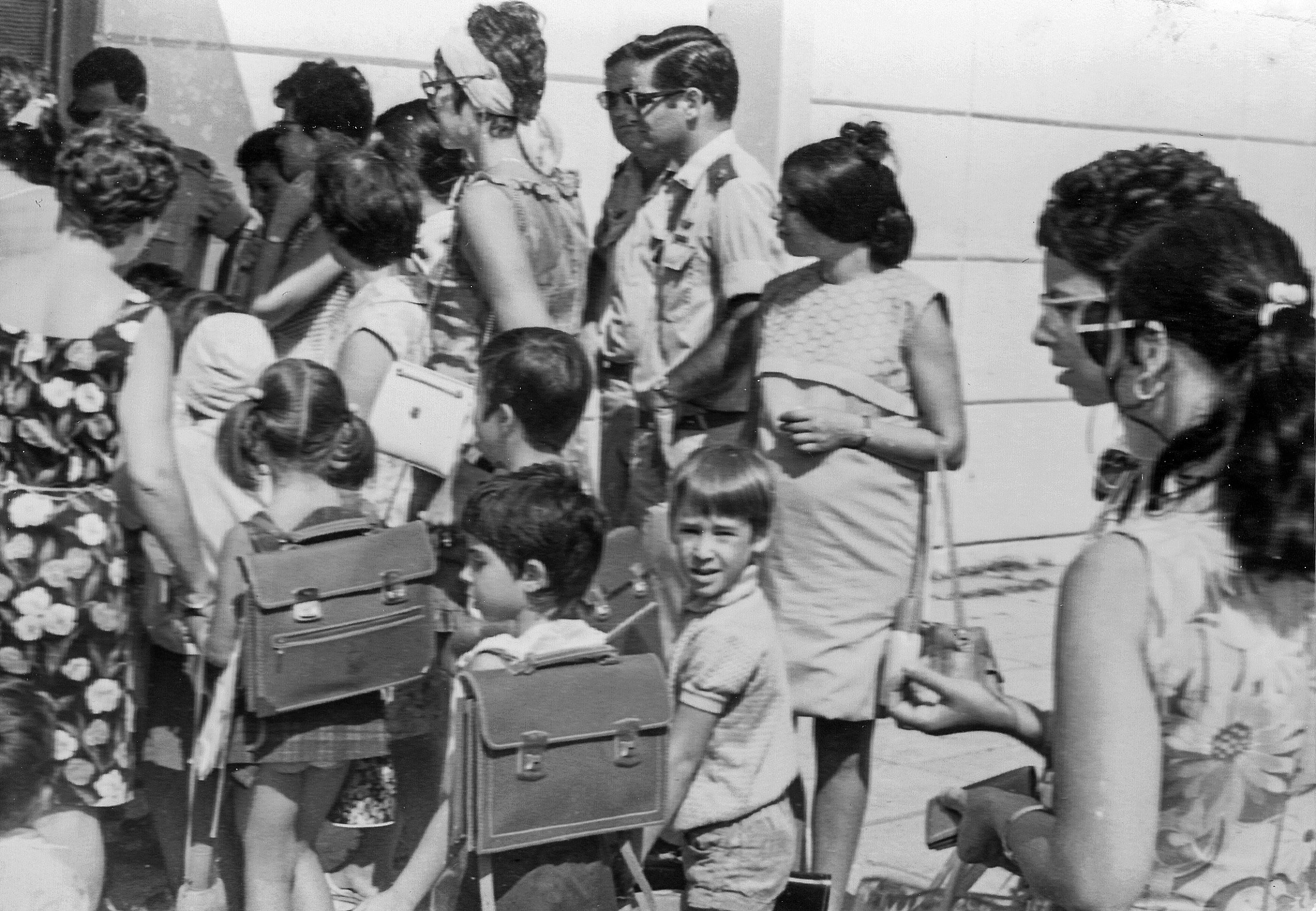
1970年代以色列小學的開學

以色列的小學教育包括義務學前教育時期（幼兒園）為3-6歲的兒童，然後是6年的小學（直到12歲）。一般每個猶太或阿拉伯人社區內都會有一所小學。小學階段，學生每週需上課30小時的指導。 在低年級，大多數學習科目由班級導師授課；到了高年級，各科的學習則由專業教師負責。在約十歲時，小學生必須從英文或法文中選擇一門外國語言學習。除了正規課堂教育外，在校內外還展開範圍廣泛的課外活動（非正規教育）。以色列的小學法定上課日數極多，一年為219天，超越日本，是全经济合作与发展组织（OECD）中最高。
以色列的學校同家長保持有密切聯繫，大多數年級均有設立自己的家長會（ועד הורים‬ Va'ad Horim）。

#### 中等教育

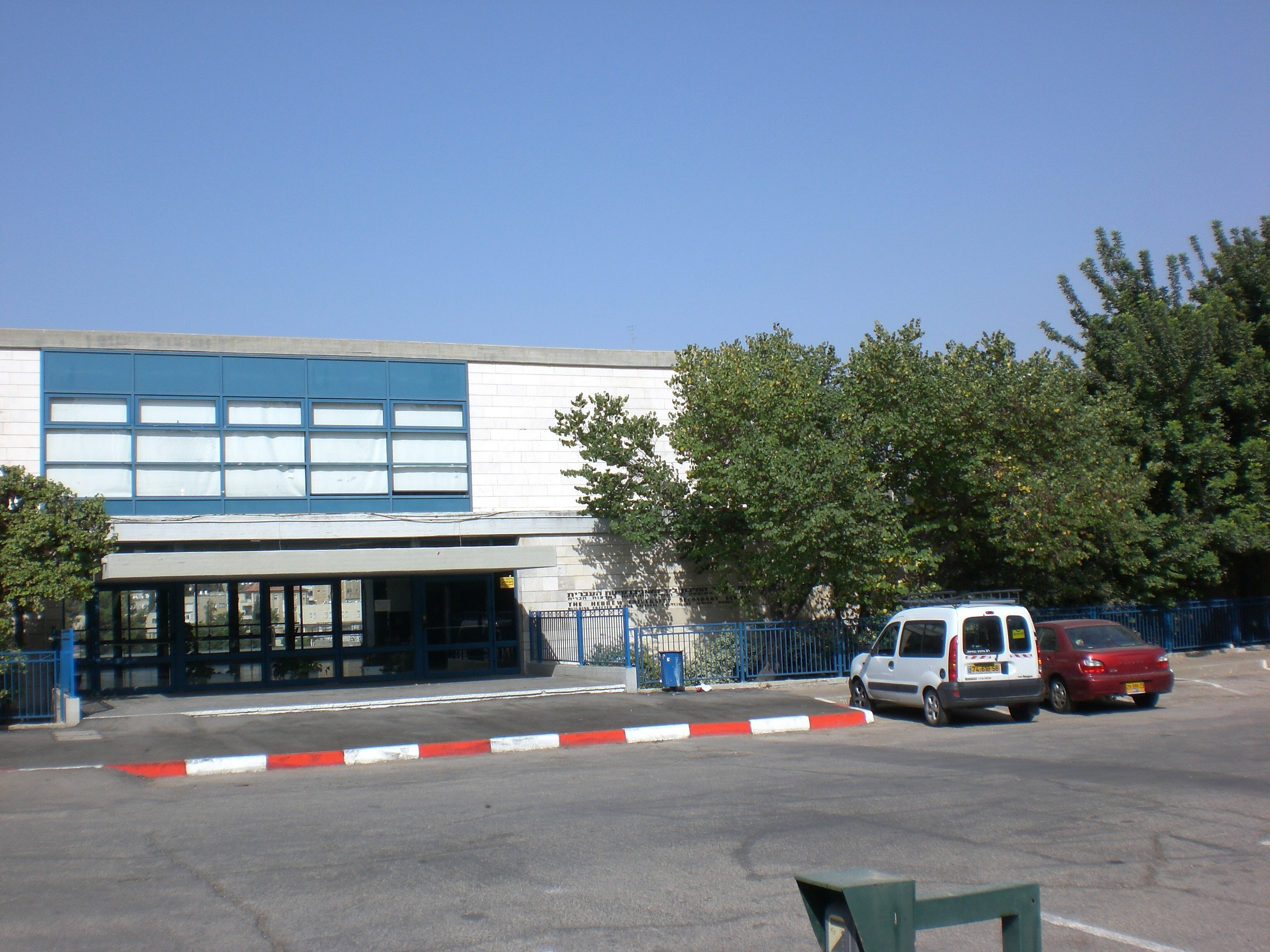
耶路撒冷的耶路撒冷希伯來大學附屬中學

小學完成後，是各為時三年的初中和高中。在公立學校中，這六年都是免費的；前四年是強制教育，只有最後二年才可以自由選擇要不要繼續上學。普通學程高中為生讀大學生做準備，而綜合高中則提供學術和職業培訓相結合。以色列也擁有職業高中的體系——這些職業學校為學生的未來就業做準備，並為他們提供工程和科學領域的謀生技能。如果考慮教育上的總支出，對以色列國民來說，就讀初中和高中的每人每年約為1,000新謝克爾和1,150新謝克爾。

### 獨立宗教學校

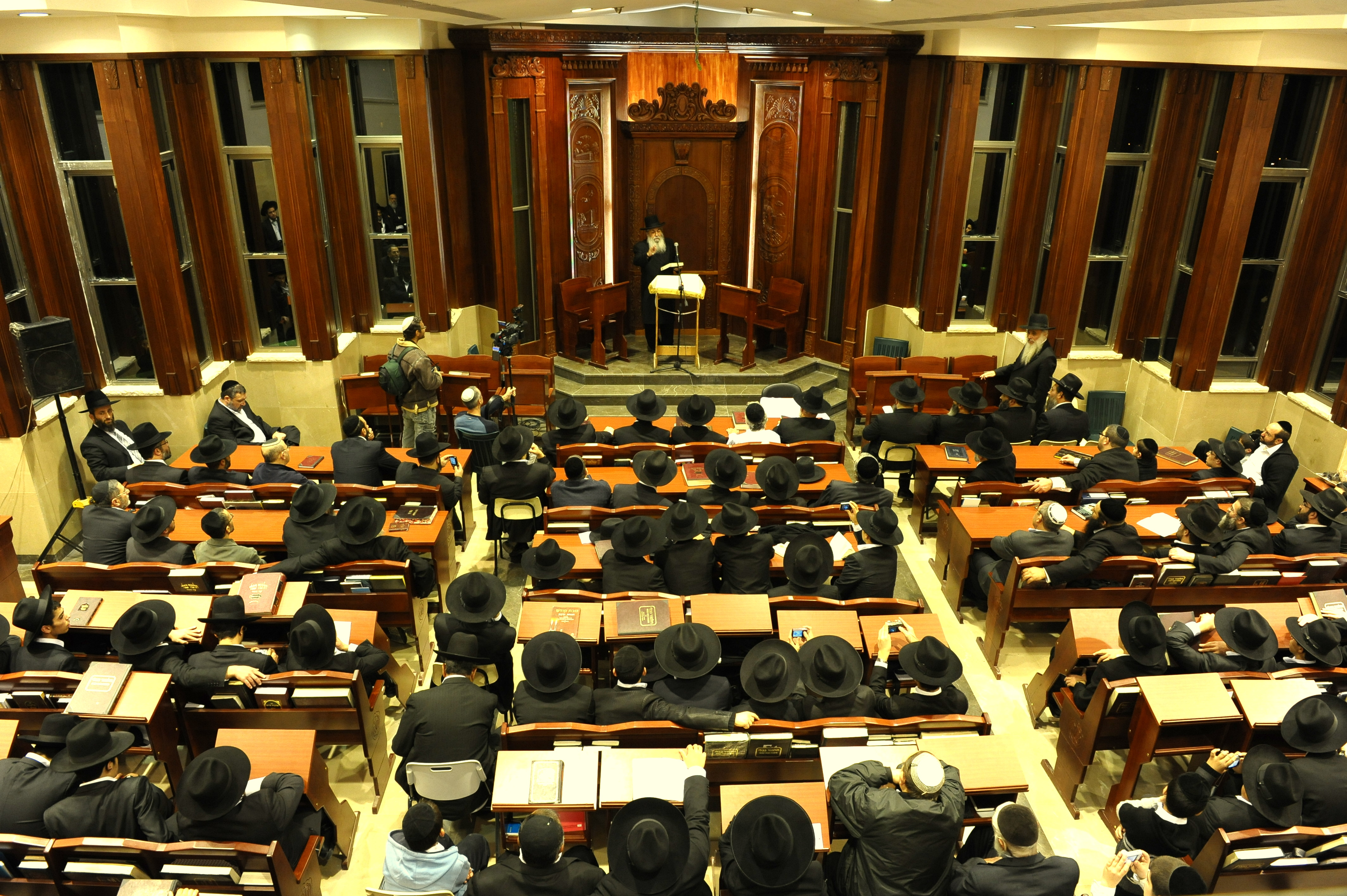
以色列一所經學院的教學現場

正統派的猶太人如果選擇就讀獨立宗教學校，所面臨的升學管道將會與其他人有很大的不同。一般來說，獨立宗教學校的教育是男女分流的。5歲開始到13歲共9年的時間，男生就讀於塔木德妥拉學校（תלמוד תורה‬ Talmud Torah）、女生就讀於女子學校。13至16歲，男子就讀於初等經學院（又稱為「葉史瓦」或「授業座」），女子就女子經學校（בית יעקב‬ Beit Yaacov）；這兩種學校通常都是要住校的；針對女子的學校，依據個別學校不同，有時會具備師範性質。17歲以後到（通常是）結婚前，就讀高等經學院（ישיבה גדולה‬ Yeshiva gedola）──高等經學院一般沒有畢業年限，端看學生個人的選擇。目前隸屬於獨立宗教學校制度的學生約占總體學生數的16%。

## 高等教育

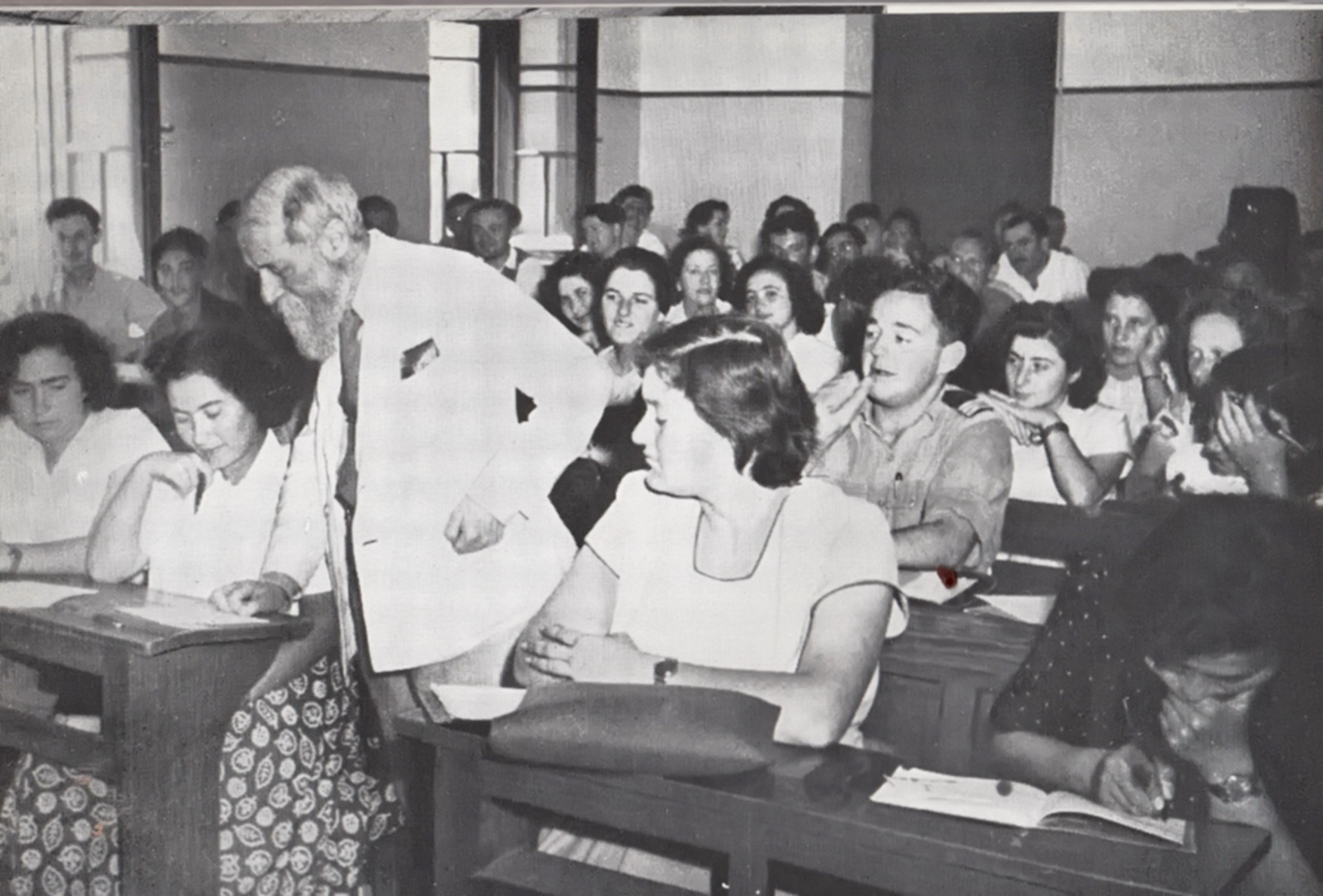
耶路撒冷希伯來大學的教學現場

以色列高等教育與其他國家最不同的，便是大部分學生在升讀大學前皆會服完兩年到三年的兵役，因此，參與以色列高等教育的學生年紀會較同讀大學同一年級的其他國家大學生年長。在軍中所受的教育和訓練也會使以色列大學生有較高的社會經驗和職業知識儲備。
以色列的高等教育分為大學（האוניברסיטה‬ Ha-universita）及學院（המכללה‬ Ha-miklala）兩種。政府對二者之經費補助方式不同。學院所提供之學程，有些不授予學位。目前，以色列國內共有大學8所（含1所開放大學）及學院57所。學院又分為普通學院31所及教育學院（師範學院）26所；教育學院提供教育學士學位。此外，介於中等教育與高等教育之間，尚有歸類為「後期中等教育」或是「B型高等教育」的學程。例如以考取合格教師文憑而不以取得學位為主的教育型態，以及線上教授的技術訓練學院（ITT）。
以色列高等教育學生在選擇不同升學管道上較無明顯特殊偏好，38%的學生選擇傳統型大學、41%就讀於學院、另外21%選擇在開放大學學習。

### 大學與高科技產業鏈

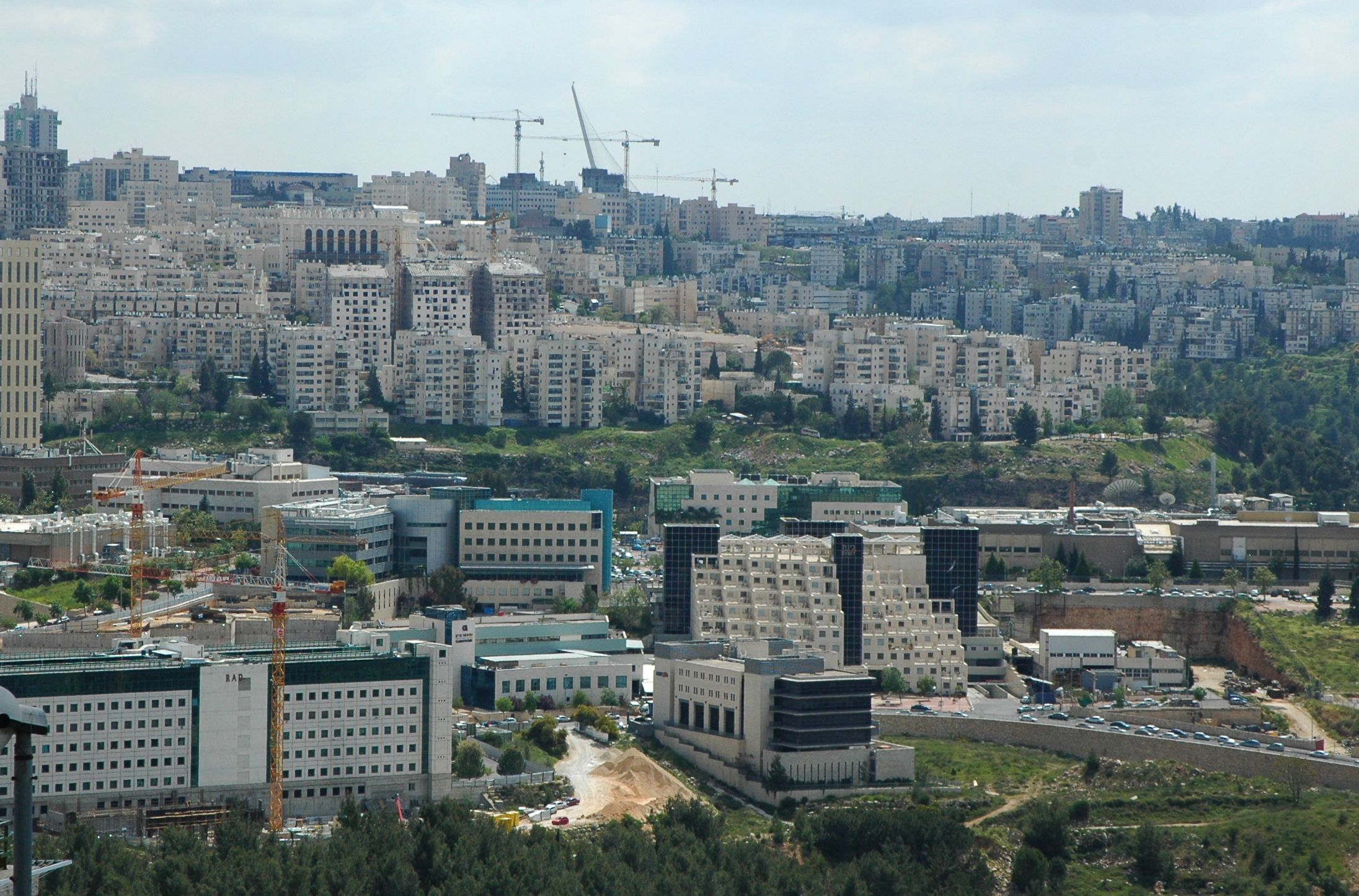
耶路撒冷的石匠山科技園區

以色列舉國上下皆重視創業，由政府至地方、大學至研究機構，皆設有研發及創新輔導單位。在此環境下，以色列的大專院校大多將將大量精力投入產品開發與技術轉移，並且大多數都成立自己的企業，例如耶路撒冷大學的伊瑟姆研究開發公司、魏茨曼研究院的耶達研究開發公司、特拉維夫大學的拉默特公司、以色列理工學院的研究開發公司等，這些企業對促進科研成果的商業化起了重要作用。在政府的支持下，以色列大學校園附近還建立了許多以高科技產業為方向的科技園區，在園區內的企業享有貸款、租稅方面的優惠條件，但申請進入科技園區必須經過大學的審查與評估，主要進行技術水平與生產能力的可行性論證。在以色列的這些科技園區內，大學和企業互相配合、密切合作，對研究出來的新成果進行快去的投產和開發。當公司的生產規模達到一定程度時，便遷出創業園區，進行擴大化生產。如今魏茨曼研究院所屬的魏茨曼科技園區、特拉維夫大學與特拉維夫市政府合辦的阿蒂迪姆科學園區、耶路撒冷大學所屬的石匠山科技園區都已成為以色列高科技產業的重要搖籃。

### 排名

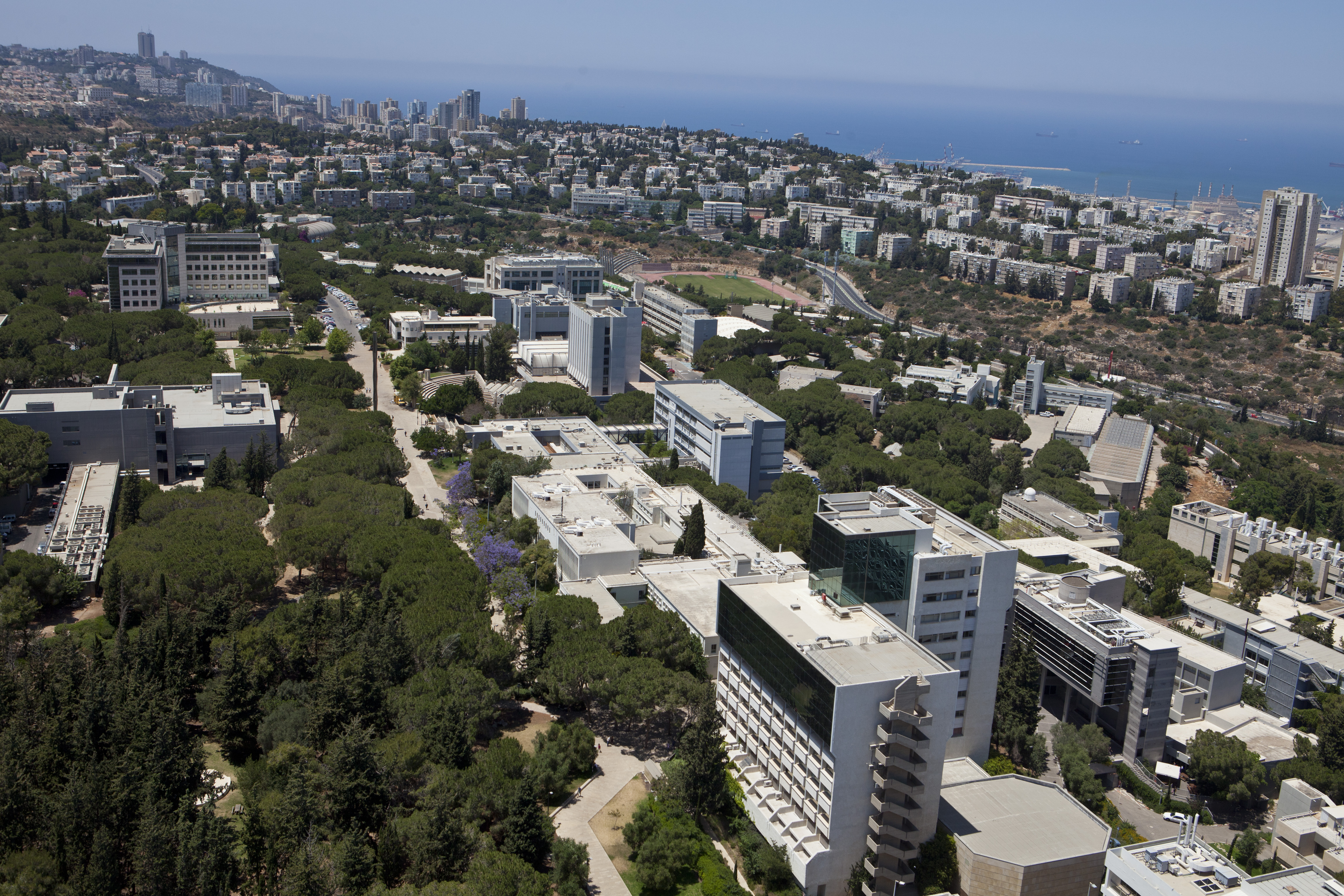
海法的以色列理工學院空照圖

以色列國內的大學，除了較老的耶路撒冷希伯來大學和以色列理工學院建於1920年代，其他5所傳統型大學皆於1948建國後至1960年代間創校。根據2019年QS世界大學排名，以色列共有三所大學進入全球前300名名單，他們分別是排名154的耶路撒冷希伯來大學、排名230名的特拉维夫大学和列第247名的以色列理工学院。 在由西班牙政府評定的2018年世界大學網路排名中，以色列共有6所大學進入中東地區前10名，除了上述的三所大學外（分別為2、1、3名），還包括了魏茨曼研究院 （第4名）、内盖夫本·古里安大学（第6名） 和巴伊蘭大學（第10名）。
由於國家的侷限性，每年均有大批的以色列青年選擇負笈他國。以色列學生在高等教育求學上最青睞的地區為美、加和東歐。其中光是美國，根據以色列駐美國大使館統計，便有約3000名學生在2012/13年時在美國境內讀書。虽然国家规模较小，以色列却拥有中东地区人数最多的耶鲁大学校友。

### 泰培歐與軍事教育
在高等教育階段，以色列有一種結合軍事教育與高等教育的特殊制度，稱為泰培歐（תלפיות‬ Talpiot）；這是一種融合學位教育與軍事訓練的教育計畫，旨在培育以色列下一代的軍官與高科技人才。泰培歐計畫由以色列國防軍主辦、希伯來大學指導，招生面向具有優秀領導能力與在校成績的高中畢業生。在泰培歐的初期階段，學生會在耶路撒冷希伯來大學修習物理和數學（或資訊工程——根據他們的選擇）的學士學位，並在大學生活中同時接受不同長短的實地軍事訓練以熟悉軍旅生活。在持續40個月的課程結束後，泰培歐的學生可以同時獲得中尉軍銜和理學士學位。大學畢業後的泰培歐學生還需要在法律規定的三年兵役之外加服六年的常備軍服務。
泰培歐計畫起源於1979年，早期的泰培歐每年只招收25名學員，後來被擴充到了每年50到60人。泰培歐專門培養各科技領域的尖端人才：當學員退伍之後通常會加入以色列國內的科學研究或高科技產業，甚至在國內外創新與創業，創造數千億美元的財富及數萬個就業的機會，為以色列的經濟與科技做出重大的貢獻。

## 教育的性別平等

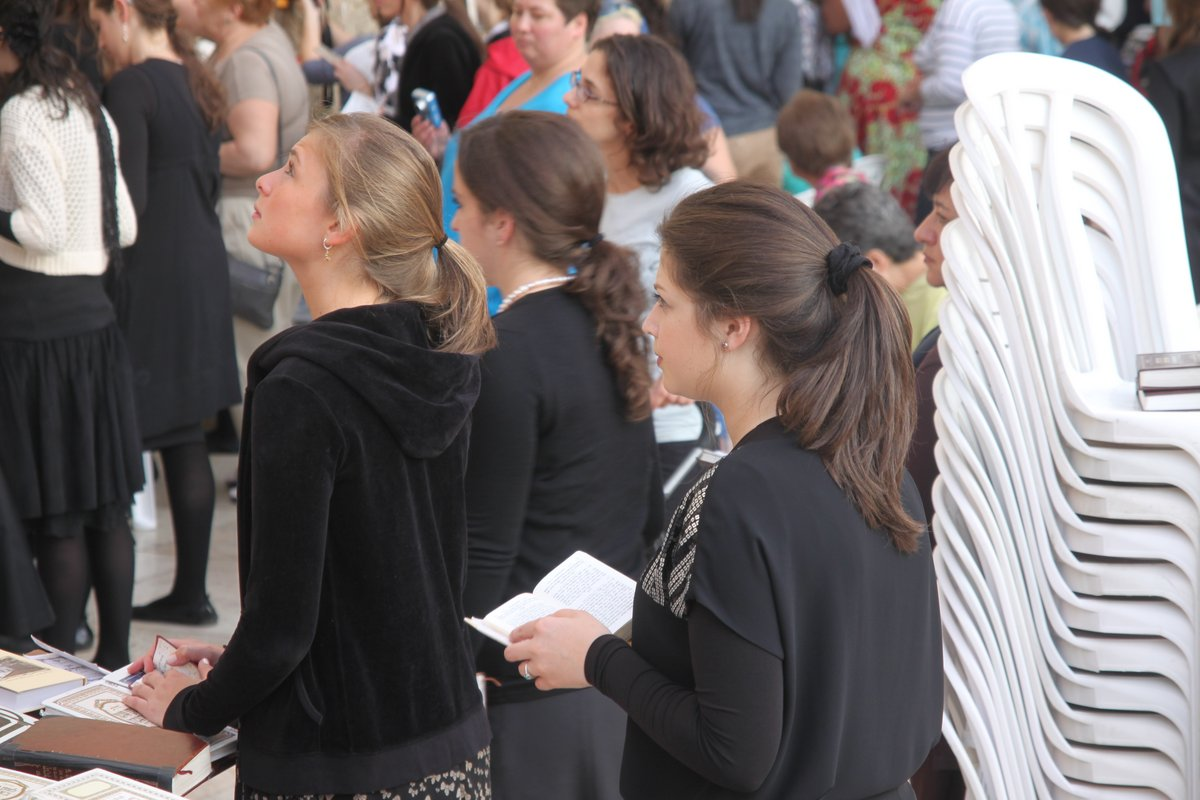
以色列的女學生

在以色列的義務教育中，男性輟學率高於女性。在2011年約有4.5％的男學生和1.7％的女學生輟學。女性在義務教育階段的表現一般較佳，以高中入學考試為例，女生的合格率為62％，男生只有51％。以色列女性參與高等教育的比例也比男性高；在2011-2012學年，56.7％的高等教育在學生為女性。2012年，女性碩士候選人佔總候選人數的59.3％，博士候選人則佔52.4％。
儘管女學生的比例較高，但是81％的以色列教授是男性。此外，在工程、電力、物理、數學、資訊工程和自然科學等領域，也是以男性為主。儘管在某些理科也有大量女性，例如生物醫學、工業工程和環境工程，一般來說，女性的選擇仍以文科為主。

### 男女平等與反對男女平等的力量
近年來，隨著以色列高科技產業的發展、新女性菁英層的出現與自由主義—極端正統派力量的相互消長，以色列社會了逐漸出現了新的群體。這些新的群體提出了新的要求，男女平等也是其中之一。
在以色列，由於宗教信仰者的人數與對宗教事物的投入，宗教信仰的力量非常龐大。事實上，以色列並沒有憲法，也不是政教分離。許多事物（例如婚姻相關規定）都依循宗教的規範。希伯來大學教授Elboim-Dror曾經批評，以色列社會從未給予婦女平等的權利——甚至連當年錫安運動中的社會主義者，都未在意識形態層面上支持過性別平等。這種性別不平等現象，又隨著極端正統派人口在建國後大量增長而加劇，這種性別不平等化力量的具體表現包括獨立宗教學校從男女同校到逐漸改為性別分校的過程。反對性別平等者與支持性別平等支持者的成長是同步的。

### 其他性別及性取向的性別平等
2008年研究表明，雖然在過去的二十年裡，以色列社會對LGBT的態度已發生了重大變化。如今，同性戀在以色列已不被視為一種疾病，同性戀者並受到法律的保護，然而同性戀恐懼症的表現並未消失。以色列的LGBT青年如今仍然會在教育場所中面臨不諒解與肢體罷凌，同性戀和雙性戀青少年常是欺凌、羞辱和暴力的受害者。2016年研究發現，55.6%的以色列學生經常聽到「同性戀」（הומו‬ Homo）一字被用作負面指涉，13.7%的LGBT學生則表示經常因為自己的性傾向收到騷擾。
目前在以色列，有許多非政府組織致力於推動同性教育，並在一定程度上受到地方政府的支持。舉例來說，2016/2017學年度開始，一個稱為Hoshen的非政府組織在特拉維夫市政府的支持下開始與當地幼稚園、小學、初中和高中的學生與教職員合作，推動性別平等教育。他們的所為包括進行性別平等講習、舉辦探索工作坊以及辦理同性戀者家屬的經驗分享會。目前同志家庭（家長雙方為相同性別，有認養小孩）約佔全國家庭總數的的1%，在2009年達到約18000戶，主要集中在大都市區。

## 教師的地位

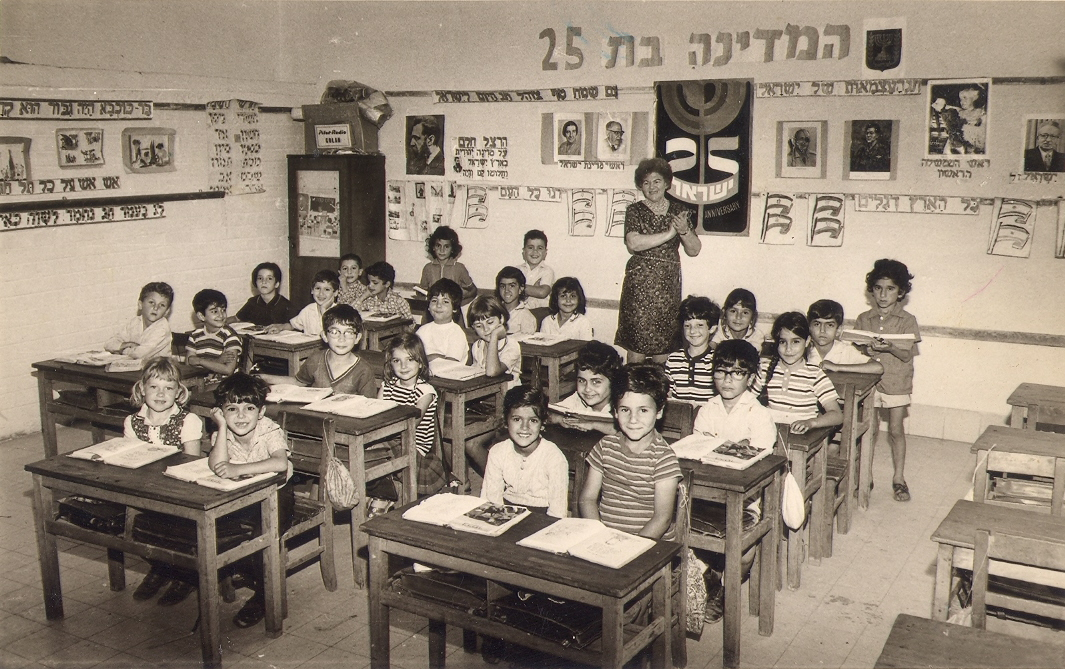
以色列的小學教師，1973年。

在1960年代，以色列是國際科學和數學表現排名最高的國家之一，但是近年來，預算的削減已經造成此方面排名的退步。在2002年的調查中，以色列在41個國家中排名下降到第33位。與其他工業化國家相比，以色列教師的薪資普遍較低。造成這個問題的主要原因是以色列教師的課時一般較少，但是每小時工資又和OECD其他國家差不多。由以色列企業家索羅摩．杜夫勒領導，並由政府授權的杜夫勒委員會（ועדת דוברת‬ Vaadat Dovvrat）於2004年調查時發現，以色列教育現階段的主要困境並不是錢，而是欠缺更優質的教學。該委員會當時曾提出一連串的改革，例如讓校長有權解僱不適任教師、獎勵薪酬較高的優秀教師等。後來該委員會的建議部分被教師工會發動罷工而無疾而終，部分則獲得實施——從2005年至2010年，以色列小學教師的工資增長32%，高中教師工資增長了8%。
為改善教育質素，2008年以色列教育部出台新地平線（אופק חדש‬ Ofek chadash）教育改革，提出了4個主要目標：
1. 加強教師地位和提高工資
2. 確保每個學生享有平等機會，提高學生成績，縮小教育差距
3. 改善學校環境
4. 擴大校長在學校的權力

根據2016年時的研究，經過教育改革後，以色列國內小學五年級學生的英語和數學成績出現顯著提升。同時，社經階層學生接受教改後成績的提升較高社經背景的學生多。

## 校園運動
以色列學校和大學多年來一直存在教師的反覆罷工，甚至偶爾也有學生的罷課行為。舉例來說，2007年4月時，以色列學生就曾經舉行罷課，以抗議政府決定增加學費，而不是實施2001年維諾格拉特委員會所建議的減少。罷課持續三週後，大學威脅說所有不重返重返學業的學生將得重修一個學期。之後，學生運動領導人拒絕妥協，一些學生甚至開始絕食抗議。在學生領袖接受實施Shochat改革後，罷工於5月14日結束。2008年時，以色列的中學和中學教師也曾罷工一個半月。當時他們的要求包括加薪8.5％，將班級人數減少到最多30名學生，以及增加學習時間等。那一年，所有參加罷工的學校都將學年延長至2008年7月10日。

## 腳註
1. ↑  儘管並非強制，2018年時，獨立宗教學校的畢業生仍有34%選擇自願加入軍隊。